# Episodi di True Detective (prima stagione)
La prima stagione della serie televisiva True Detective, composta da otto episodi, è stata trasmessa negli Stati Uniti sul canale HBO dal 12 gennaio al 9 marzo 2014.
In Italia, la stagione è andata in onda in prima visione assoluta sul canale satellitare Sky Atlantic dal 3 al 24 ottobre 2014.
Il cast principale di questa stagione è formato da Matthew McConaughey, Woody Harrelson, Michelle Monaghan, Michael Potts e Tory Kittles.
| nº | Titolo originale            | Titolo italiano                                       | Prima TV USA     | Prima TV Italia |
| -- | --------------------------- | ----------------------------------------------------- | ---------------- | --------------- |
| 1  | The Long Bright Dark        | Capitolo uno: La lunga luminosa oscurità              | 12 gennaio 2014  | 3 ottobre 2014  |
| 2  | Seeing Things               | Capitolo due: Visioni                                 | 19 gennaio 2014  | 3 ottobre 2014  |
| 3  | The Locked Room             | Capitolo tre: La stanza sbarrata                      | 26 gennaio 2014  | 10 ottobre 2014 |
| 4  | Who Goes There              | Capitolo quattro: Cani sciolti                        | 9 febbraio 2014  | 10 ottobre 2014 |
| 5  | The Secret Fate of All Life | Capitolo cinque: Il destino segreto della vita stessa | 16 febbraio 2014 | 17 ottobre 2014 |
| 6  | Haunted Houses              | Capitolo sei: Case infestate                          | 23 febbraio 2014 | 17 ottobre 2014 |
| 7  | After You've Gone           | Capitolo sette: Verso la verità                       | 2 marzo 2014     | 24 ottobre 2014 |
| 8  | Form and Void               | Capitolo otto: Carcosa                                | 9 marzo 2014     | 24 ottobre 2014 |

## Capitolo uno: La lunga luminosa oscurità

Rustin Cohle (a sinistra) e Martin Hart (a destra).

- Titolo originale: The Long Bright Dark
- Diretto da: Cary Joji Fukunaga
- Scritto da: Nic Pizzolatto

### Trama

#### 2012
Due agenti della Polizia di Stato della Louisiana interrogano separatamente i due ex detective Martin Hart e Rustin Cohle, chiedendo a ognuno informazioni sull'altro e sul caso del brutale omicidio di Dora Lange che, anni prima, li aveva resi famosi. Rustin capisce che i due agenti stanno cercando dei collegamenti tra il caso della Lange del 1995 e uno ancora in corso, il caso di una ragazza trovata nel lago Charles.

#### 1995
3 gennaio 1995, il cadavere della Lange viene rinvenuto sotto un albero solitario, in una piantagione sperduta. Tutti gli indizi evidenziano un macabro rituale: i segni sulla schiena, le corna posate come una corona in testa, la posizione della donna, inginocchiata e legata come se stesse pregando dinnanzi all'albero. Mentre Cohle sospetta subito che non si tratti di un omicidio isolato, Hart è dubbioso al riguardo; inoltre, Cohle - arrivato da pochi mesi al dipartimento - è uno strano personaggio, solitario, introspettivo, alcolista. Interrogando i vicini della donna spunta il nome di Marie Fontenot, una bambina la cui scomparsa era stata denunciata 5 anni prima. Hart e Cohle s'insospettiscono e iniziano a cercare informazioni anche sulla piccola Marie. La polizia locale racconta che la piccola era stata segnalata come scomparsa, ma che a un secondo controllo risultava essere stata affidata al padre naturale. Inoltre, un'altra bambina aveva narrato alla polizia che era stata inseguita nei boschi da "un mostro dalle orecchie verdi". Tornati alla centrale i due apprendono che il governatore dello Stato, su pressione del cugino, il reverendo Tuttle, ha ventilato l'idea di mettere in piedi una task force che indaghi sul caso, togliendolo di fatto ai due detective.
- Guest star: Alexandra Daddario (Lisa Tragnetti), Kevin Dunn (maggiore Ken Quesada), Clarke Peters (pastore), Jay O. Sanders (Billy Lee Tuttle), Christopher Berry (Danny Fontenot), Brad Carter (Charlie Lange), Joe Chrest (detective Chris Demma), Jennifer Dawson (donna di Erath), J.D. Evermore (detective Bobby Lutz), Dana Gourrier (Cathleen), Charleigh Harmon (Anette), Michael Harney (Steve Geraci), Davi Jay (Gordon DiCillo), Jason Kirkpatrick (agente), Anthony Molina (detective), Alyshia Ochse (Lucy), Dane Rhodes (detective Favre), Ron Clinton Smith (sceriffo Tate), Charley Vance (uomo di Erath), Wanetah Walmsley (Marie Fontenot), Madison Wolfe (Audrey Hart da bambina), Meghan Wolfe (Maisie Hart da bambina), Don Yesso (comandante Speece).
- Ascolti USA: telespettatori 2 328 000[3]
- Ascolti Italia (pay): telespettatori 231 472[4]

## Capitolo due: Visioni
- Titolo originale: Seeing Things
- Diretto da: Cary Joji Fukunaga
- Scritto da: Nic Pizzolatto

### Trama

#### 1995
Cohle e Hart continuano a indagare sull'omicidio di Dora Lange, e vengono a scoprire che prima della sua scomparsa frequentava una chiesa.
Cohle si rende conto che Hart sta tradendo sua moglie Maggie con una stenografa del tribunale, Lisa Tragnetti, e questo crea qualche tensione fra i due colleghi. Cohle sta inoltre manifestando delle allucinazioni dovute alle droghe sintetiche che assume regolarmente e non si cura minimamente del fatto che il reverendo Billy Lee Tuttle, cugino del governatore della Louisiana Eddie Tuttle, stia facendo pressioni per istituire una task force specializzata su crimini "anti-cristiani".
Mentre compra della droga da una giovane prostituta, Cohle viene a sapere che esiste un ranch diventato un rifugio per ragazze che si prostituiscono. Recatisi sul posto, Cohle e Hart interrogano una prostituta minorenne, Beth, che consegna loro lo zaino di Dora Lange, al cui interno si trova il diario di quest'ultima: nelle sue pagine c'è l'indicazione del luogo della chiesa frequentata da Dora prima di scomparire e alcune frasi sconnesse, da cui i due poliziotti capiscono che Dora è sotto l'influenza di un "re giallo" in un luogo chiamato "Carcosa". Mentre Cohle e Hart si aggirano fra le macerie della chiesa, andata in fiamme, Cohle scova un disegno angosciante su uno dei pochi muri rimasti in piedi che rappresenta una donna con delle corna sulla testa.

#### 2012
I detective Papania e Gilbough continuano i loro interrogatori separati con Cohle e Hart. Quest'ultimo è divorziato, mentre Cohle racconta della morte di sua figlia avvenuta in un incidente d'auto che portò al collasso del suo matrimonio e all'inizio della sua dipendenza dalle droghe: per evitare una condanna per aver ucciso un tossico (che aveva iniettato della metanfetamina nelle vene della propria figlia), i superiori di Cohle gli proposero di essere il loro tossico sotto copertura, per 4 anni di fila. Nella sua ultima missione uccise tre membri di un cartello della droga messicano e rimase ferito nello scontro a fuoco, a quel punto fu internato in un ospedale psichiatrico. Al suo rilascio Cohle, che aveva diversi favori in arretrato, richiese un posto nella Omicidi, che gli venne assegnato nella polizia giudiziaria della Louisiana, in coppia con Hart.
- Guest star: Alexandra Daddario (Lisa Tragnetti), Kevin Dunn (maggiore Ken Quesada), Tess Harper (Mrs. Kelly), Lili Simmons (Beth), Kate Adair (squillo), Jackson Beals (detective Mark Daughtry), John Bernecker (meccanico), Amy Brassette (Carla Gwartney), Joe Chrest (detective Chris Demma), Blayne Farlough, Andrea Frankle (Jan), Patricia French (Amanda Hebert), Dana Gourrier (Cathleen), Regis Harrington (tweeker di metanfetamina), Jim Klock (detective Ted Bertrand), Garrett Kruithof (detective Jimmy Dufrene), Anthony Molina (detective), Thomas Francis Murphy (Jake Herbert), Alyshia Ochse (Lucy), Dane Rhodes (detective Favre), Madison Wolfe (Audrey Hart da bambina), Meghan Wolfe (Maisie Hart da bambina).
- Ascolti USA: telespettatori 1 674 000[5]
- Ascolti Italia (pay): telespettatori 234 961[4]

## Capitolo tre: La stanza sbarrata
- Titolo originale: The Locked Room
- Diretto da: Cary Joji Fukunaga
- Scritto da: Nic Pizzolatto

### Trama

#### 1995
Hart e Cohle riescono a rintracciare il pastore evangelico della chiesa andata in fiamme, Joel Theriot, il quale conferma il fatto che Dora Lange si è vista più volte in quella chiesa. Da una fedele i due detective vengono inoltre a sapere che Dora era spesso accompagnata da un uomo alto con una cicatrice in faccia. I due cominciano dunque a dare la caccia a quest'uomo, mentre subiscono continue pressioni per abbandonare il caso e lasciarlo alla task force per i crimini anti-cristiani istituita dal reverendo Tuttle.
Hart comincia a riappacificarsi con Maggie, mentre lei è affascinata da Cohle. Dopo una serata in un locale, Hart aggredisce il nuovo ragazzo della sua amante Lisa in un violento attacco di gelosia, ma si ferma prima di fare ulteriori danni scusandosi per quello che ha fatto. Intanto Cohle continua a indagare ed esaminando i casi vecchi che presentano somiglianze con quello di Dora Lange, scopre che la morte di una certa Rianne Olivier era stata catalogata come morte accidentale nonostante presentasse forti somiglianze con il caso da loro seguito in quel momento. Hart e Cohle riescono a rintracciare il nonno di Rianne Olivier, il quale racconta loro che la nipote frequentava un istituto scolastico religioso di proprietà del reverendo Tuttle, la "Light of Way Academy", da cui poi era scappata con il fidanzato, Reggie Ledoux. I due detective si recano nell'edificio scolastico ormai in rovina e, mentre Cohle sta chiedendo informazioni a un giardiniere che sta guidando un tagliaerba, Hart riceve una chiamata dalla centrale del CID, nella quale gli riferiscono che Ledoux ha violato la libertà condizionale e che in carcere era il compagno di cella proprio dell'ex-marito di Dora Lange, Charlie. Immediatamente i due detective tornano in carcere a interrogare Charlie Lange. Hart e Cohle fanno emettere un mandato di cattura per Reggie Ledoux.

#### 2012
Le domande dei detective Papania e Gilbough mettono in mostra la morale ipocrita di Hart e la visione nichilista sul mondo di Cohle. Hart riflette sul divorzio da Maggie.
- Guest star: Alexandra Daddario (Lisa Tragnetti), Kevin Dunn (maggiore Ken Quesada), Shea Whigham (Joel Theriot), Robert Beitzel (Chris Louviere), Joe Chrest (detective Chris Demma), Jamie Elliott (Tina), J.D. Evermore (detective Bobby Lutz), Glenn Fleshler (Errol Childress), Dana Gourrier (Cathleen), Douglas M. Griffin (Burt), Charles Halford (Reggie Ledoux), Sharon Landry (Linda), Maryanne Marino (cantante), Ritchie Montgomery (Henry Olivier), Mark Norby, Dane Rhodes (detective Favre), Jo-El Sonnier (suonatore di fisarmonica), Bree Williamson (Jennifer), Madison Wolfe (Audrey Hart da bambina), Meghan Wolfe (Maisie Hart da bambina).
- Ascolti USA: telespettatori 1 934 000[6]
- Ascolti Italia (pay): telespettatori 118 273[7]

## Capitolo quattro: Cani sciolti
- Titolo originale: Who Goes There
- Diretto da: Cary Joji Fukunaga
- Scritto da: Nic Pizzolatto

### Trama

#### 1995
Hart e Cohle sono in carcere a interrogare per la seconda volta in pochi giorni Charlie Lange, ex-marito della vittima Dora Lange ed ex-compagno di cella di Reggie Ledoux. Charlie rivela che a suo tempo aveva mostrato a Ledoux delle foto di Dora Lange e fa il nome di un certo Tyrone Weems che probabilmente può sapere dove si trova Ledoux. Infine Charlie Lange confessa ai due detective che Ledoux gli aveva raccontato di un gruppo di uomini ricchi che si riunivano per fare "riti satanici" con sacrifici di donne e bambini. Hart si mette sulle tracce di Tyrone Weems e lo trova in un capannone industriale dove si sta svolgendo un rave party. Dopo qualche pressione, Tyrone rivela a Hart il nome della banda di bikers del Texas che rivendono la metanfetamina prodotta da Reggie Ledoux, gli "Iron Crusaders". Cohle conosce già il gruppo di bikers per via dei suoi anni come agente sotto copertura della Narcotici e decide di infiltrarvisi per trovare Ledoux: per farlo prende un permesso per malattia di qualche giorno con la scusa di doversi recare dal padre morente.
Intanto l'ex-amante di Hart rivela a Maggie l'affaire avuto con lui per vendicarsi dell'aggressione al suo nuovo fidanzato. Hart torna quindi a casa e scopre che la sua famiglia non c'è più e le sue valigie sono pronte nell’atrio, chiaro invito a trovarsi un'altra sistemazione.
Cohle riesce a mettersi in contatto con la banda di bikers, che lo credevano morto o in prigione; inventa un fantomatico incarico come uomo della sicurezza di un cartello messicano e asserisce che ora vuole fare affari in proprio. A titolo di garanzia regala al capo della banda di bikers Ginger un pacco di cocaina pura, che precedentemente aveva rubato dal magazzino delle prove alla centrale del CID. Ginger gli chiede prima di aiutarlo a fare un colpo in una casa nel quartiere malavitoso abitato principalmente da afroamericani, poi lo metterà in contatto con il suo fornitore di metanfetamina, cioè Reggie Ledoux. La rapina si risolve in un disastro: fra la sparatoria e il caos, con la polizia che sta arrivando in zona per ripristinare l'ordine, Cohle rapisce Ginger per poi scappare con quest'ultimo approfittando della confusione. Hart, precedentemente avvisato del luogo di incontro, riesce a recuperare Cohle e il biker, portandoli fuori dai guai.

#### 2012
La versione dei fatti raccontata da Cohle a Papania e Gilbough non convince del tutto, perché non sono stati trovati rapporti medici relativi al padre morente (la scusa usata da Cohle per infiltrarsi fra i bikers). Cohle racconta dei suoi rapporti con il padre e Hart fa finta di non sapere nulla di come sono andate le cose dopo il primo contatto con gli Iron Crusaders.
- Guest star: Alexandra Daddario (Lisa Tragnetti), Kevin Dunn (maggiore Ken Quesada), Jackson Beals (detective Mark Daughtry), Aurielle Brimmer (donna nel bungalow), Amber Carollo (Kelsey Burgess), Brad Carter (Charlie Lange), Laura Cayouette (Theresa Weems), Joe Chrest (detective Chris Demma), Silas Cooper (agente di polizia), J.D. Evermore (detective Bobby Lutz), Jon Eyez (Tiger Thomas), Todd Giebenhain (Tyrone Weems), Dana Gourrier (Cathleen), Owen Harn (Hunter), Ike Jackson (uomo 1 di Tiger), Shane Jacobsen (medico), Lucky Johnson (Rock), David Kency (Black), Jim Klock (detective Ted Bertrand), Garrett Kruithof (detective Jimmy Dufrene), Joshua Leonard (Mitch), Frank Duffy (motociclista 2), Sam Malone (Lamar), Jaren Mitchell (uomo 2 di Tiger), Nic Pizzolatto (barista), Tom Proctor (motociclista 1), Dane Rhodes (detective Favre), Whitley Shanklin, Joseph Sikora (Ginger), Lloyd Watts (L).
- Ascolti USA: telespettatori 1 985 000[8]
- Ascolti Italia (pay): telespettatori 102 715[7]

## Capitolo cinque: Il destino segreto della vita stessa
- Titolo originale: The Secret Fate of All Life
- Diretto da: Cary Joji Fukunaga
- Scritto da: Nic Pizzolatto

### Trama

#### 1995
Cohle (ancora sotto copertura), insieme al biker Ginger, incontra DeWall Ledoux, cugino di Reggie Ledoux e suo partner nella produzione di anfetamina. DeWall rifiuta categoricamente di avere a che fare con Cohle, ma dopo l'incontro Cohle e Hart riescono a seguirlo fino al luogo dove sintetizzano la droga nel bayou. Dopo aver evitato diverse trappole esplosive poste sul sentiero che porta al loro casolare, i due detective trovano la baracca dove i Ledoux producono l'anfetamina, ammanettano Reggie Ledoux e perlustrano il luogo trovando due bambini, di cui uno ormai morto. Sconvolto, Hart giustizia Reggie Ledoux mentre è ammanettato. DeWall esce da un altro capanno e, spaventato, prova a fuggire ma rimane ucciso dalle trappole esplosive. A questo punto Cohle decide di inscenare una sparatoria per proteggere Hart, sparando a vuoto diversi colpi del mitra dei Ledoux. Entrambi successivamente dichiarano agli inquirenti la stessa versione: sono arrivati sul luogo e sono stati immediatamente attaccati dai cugini Ledoux. Tornando alla centrale i due detective sono accolti come eroi.

#### 2002
Hart si è riconciliato con Maggie, mentre Cohle è fidanzato con una dottoressa, Laurie. La figlia maggiore di Hart è un'adolescente in conflitto con il padre e la tensione in casa Hart aumenta nuovamente. Cohle, data la sua bravura negli interrogatori, viene chiamato da un'altra sezione a interrogare un rapinatore di una farmacia che ha ucciso due persone. Il rapinatore confessa ma chiede un accordo a Cohle, dichiarando di sapere che il killer delle bambine scomparse, il vero killer, è ancora in libertà, è ancora all'opera e che il "re giallo" lo ha incontrato ed è protetto da uomini potenti. Cohle lo aggredisce cercando di fargli dire il nome del killer, ma viene trattenuto dagli altri detective della sezione. Poco dopo ritorna alla sezione con Hart e i due scoprono che il rapinatore è morto suicida nella sua cella dopo aver ricevuto una telefonata "dal suo avvocato". La chiamata però risulta essere partita da un telefono pubblico nel mezzo di una zona sperduta: improbabile che un avvocato chiami il suo cliente da quel luogo.
Cohle quindi decide di ritornare a indagare sul caso, puntando le sue ricerche su una scuola religiosa di proprietà di Tuttle ormai abbandonata, dove trova diversi "reticoli" di legno del tutto simili a quelli trovati sul luogo del ritrovamento di Dora Lange e molti disegni simili a quello trovato sul muro della chiesa andata a fuoco.

#### 2012
Papania e Gilbough scoprono le proprie carte con Hart: secondo loro il killer di Dora Lange e del recente caso del lago Charles è proprio Cohle, che ha sempre guidato le indagini e dunque può averle depistate. Inoltre ci sono delle fotografie in cui si vede proprio Cohle presente sulla scena del crimine del lago Charles fra la folla di curiosi. Papania e Gilbough sospettano di Cohle anche in merito alla morte del reverendo Tuttle, morto nel 2010. Cohle decide di non rispondere più a nessuna domanda e, dato che Papania e Gilbough non possono arrestarlo perché non hanno in mano niente contro di lui, lascia la stazione di polizia. Intanto a Hart viene chiesto il motivo per cui i due hanno litigato nel 2002.
- Guest star: Kevin Dunn (maggiore Ken Quesada), Elizabeth Reaser (Laurie Spencer), Jackson Beals (detective Mark Daughtry), Christopher Berry (Guy Francis), Gracie Bott, Joe Chrest (detective Chris Demma), J.D. Evermore (detective Bobby Lutz), Dana Gourrier (Cathleen), Charles Halford (Reggie Ledoux), Michael Hartson (esaminatore 2), Floyd Herrington, Jim Klock (detective Ted Bertrand), Gretchen Koerner (esaminatore 1), Garrett Kruithof (detective Jimmy Dufrene), David Maldonado (sergente di Abbeville), Harlon Miller (tecnico video), Anthony Molina (detective), Erin Moriarty (Audrey Hart da ragazza), John Neisler (investigatore di Abbeville), Ólafur Darri Ólafsson (Dewall), Dane Rhodes (detective Favre), Terence Rosemore (detective), Brighton Sharbino (Maisie Hart da ragazza), Joseph Sikora (Ginger), Madison Wolfe (Audrey Hart da bambina), Meghan Wolfe (Maisie Hart da bambina), Don Yesso (comandante Speece).
- Ascolti USA: telespettatori 2 245 000[9]
- Ascolti Italia (pay): telespettatori 146 922[10]

## Capitolo sei: Case infestate
- Titolo originale: Haunted Houses
- Diretto da: Cary Joji Fukunaga
- Scritto da: Nic Pizzolatto

### Trama

#### 2002
Cohle continua le sue indagini "private" cercando un collegamento fra una serie di vecchi casi su persone scomparse e il sistema di scuole che era gestito dal reverendo Tuttle. Intanto riesce a rintracciare il pastore Theriot, il quale ha lasciato il ministero, abbandonandosi definitivamente all'alcol: Cohle gli chiede informazioni su "Wellspring", una ormai defunta fondazione che era nata allo scopo di finanziare delle scuole situate in zone rurali all'epoca in cui Theriot era un seminarista in un college fondato anch'esso da Tuttle. Theriot rivela che la fondazione copriva sistematicamente casi di molestie sessuali a bambini, e ammette di essere stato minacciato dopo aver scovato diverse fotografie ritraenti bambini nudi in un vecchio tomo della biblioteca del college.
Cohle si reca nell'istituto psichiatrico infantile dove è ricoverata Kelly, la bambina salvata da lui e Hart nel 1995, ritrovata nel laboratorio dei cugini Ledoux. Kelly è in stato catatonico, ma riesce comunque a descrivere la presenza, oltre ai due Ledoux, di un "gigante" con delle cicatrici sul volto, per poi crollare in un attacco isterico. Il nuovo comandante del CID, Leroy Salter, viene a sapere della visita di Cohle alla piccola Kelly e gli ordina esplicitamente di non continuare le sue indagini sul caso. Ma Cohle continua sulla sua strada andando addirittura a parlare con lo stesso reverendo Tuttle: con la scusa di chiedergli i nomi dei vecchi dipendenti della fondazione "Wellspring", vuole vedere una reazione da parte del reverendo. Come da lui previsto, subito dopo l'incontro Tuttle rivolge le sue rimostranze al CID stravolgendo quello che è successo nell'incontro con Cohle, il quale sostiene che questa è una conferma delle responsabilità del reverendo: ma Salter lo sospende dal servizio.
Intanto Hart incontra casualmente Beth, la giovane prostituta che aveva interrogato e che gli aveva consegnato lo zaino e il diario di Dora Lange nel 1995, iniziando con lei l'ennesima relazione extra-matrimoniale. Maggie sospetta qualcosa e controlla il cellulare di Hart, scoprendo infatti una foto della giovane Beth completamente nuda. Per vendicarsi Maggie si reca a casa di Cohle, lo seduce e consumano un rapporto sessuale. Cohle immediatamente si accorge di quello che è successo e, disgustato e furioso, caccia di casa Maggie quando lei ammette di averlo sedotto allo scopo di vendicarsi del tradimento di Hart. Maggie quindi parla del suo tradimento con Hart, che il giorno dopo si scontra fisicamente con Cohle nel parcheggio davanti alla sede del CID. Immediatamente dopo, Cohle e Hart vengono convocati da Salter, e Cohle decide di lasciare definitivamente la polizia, rassegnando le dimissioni.

#### 2012
Papania e Gilbough, alla caccia di elementi decisivi per incastrare Cohle, decidono di interrogare Maggie. Maggie è sprezzante nei confronti dei due detective e nega decisamente che il suo divorzio abbia attinenza con la lite fra il suo ex-marito e Cohle. Quando le viene chiesto di descrivere Cohle, Maggie dichiara che è un buon uomo, integro e sincero nei suoi comportamenti. Durante l'interrogatorio con Hart, Papania e Gilbough gli ventilano la possibilità che Cohle sia il responsabile della morte del reverendo Tuttle (avvenuta nel 2010) e quindi della morte delle altre vittime su cui stanno indagando: immediatamente Hart decide di smetterla di parlare con i due e lascia la sede del CID. Mentre Hart sta tornando a casa, Cohle lo insegue e riesce a fermarlo, e i due si incontrano per la prima volta dal loro litigio nel 2002. Cohle gli offre di bere una birra per fare una chiacchierata e Hart accetta, ma dopo aver parlato con Cohle carica il suo revolver e lo segue verso un bar nelle vicinanze.
- Guest star: Paul Ben-Victor (maggiore Leroy Salter), Jay O. Sanders (Billy Lee Tuttle), Lili Simmons (Beth), Shea Whigham (Joel Theriot), Gabe Begneaud (Drew Ledger), Kerry Cahill (infermiera), December Ensminger (Kelly Reider), J.D. Evermore (detective Bobby Lutz), Henry Frost (Steve), Dana Gourrier (Cathleen), Rio Hackford (Bruce), Tim Hanks, Louis Herthum (Terry Guidry), Anthony Molina (detective), Erin Moriarty (Audrey Hart da ragazza), Tom O'Connell (detective), Daniel Ross Owens (William Mayo), Azure Parsons (Charmaine Boudreaux), Brighton Sharbino (Maisie Hart da ragazza), Don Yesso (comandante Speece).
- Ascolti USA: telespettatori 2 638 000[11]
- Ascolti Italia (pay): telespettatori 106 844[10]

## Capitolo sette: Verso la verità
- Titolo originale: After You've Gone
- Diretto da: Cary Joji Fukunaga
- Scritto da: Nic Pizzolatto

### Trama

#### 2012
Davanti a una birra, Cohle chiede una mano a Hart per scovare l'uomo con le cicatrici, ricordandogli che ha un debito con lui per la finta sparatoria organizzata nel 1995 allo scopo di coprire l'uccisione di Ledoux nel suo laboratorio. Dopo un'accesa discussione, Cohle riesce a convincere Hart a seguirlo in un magazzino (a cui non ha autorizzato l'accesso a Papania e Gilbough) allo scopo di spiegargli le scoperte avvenute in tutti questi anni di indagini "private".
Esiste una setta che nei suoi riti mischia elementi della tradizione carnevalesca del Mardi Gras, della santeria e del voodoo; Cohle ha le prove di collegamenti fra il reverendo Tuttle e altri nella scomparsa di decine di donne e bambini a partire dagli anni '80 grazie all'analisi dei casi di scomparsa nel bayou, avvenuti spesso nelle vicinanze di scuole della fondazione del reverendo. Infine Cohle ammette di essere entrato nelle diverse ville appartenenti a Tuttle allo scopo di ottenere prove decisive del collegamento: infatti, in una di esse ha trovato in una cassaforte delle foto che ritraggono i riti della setta e un video sconvolgente dove si vede il sacrificio rituale della piccola Marie Fontenot. Ma Cohle nega decisamente di aver ucciso il reverendo Tuttle: ipotizza che si sia ucciso subito dopo aver scoperto il furto delle foto e del video per la paura di essere ricattato, oppure che sia stato assassinato da un'altra persona la quale, essendosi accorta prima di lui della sparizione del materiale, avrebbe poi deciso di eliminarlo.
Hart decide quindi di aiutare Cohle nelle indagini, anche perché ha la possibilità di accedere a diversi archivi pubblici e ha contatti con la polizia per via del suo nuovo impiego come investigatore privato. In poco tempo riesce a scovare un parente dei Ledoux che lavora come meccanico: quest'ultimo conferma che i cugini Reggie e DeWall Ledoux erano spesso insieme a un ragazzo con le cicatrici. Successivamente Cohle e Hart rintracciano anche la signora Dolores, che anni addietro faceva la domestica presso la villa di Sam Tuttle, padre del reverendo Tuttle, nella parrocchia di Vermillion. Dolores aggiunge un altro elemento: si ricorda infatti di un ragazzino con la faccia sfigurata di nome Errol Childress, uno dei nipoti illegittimi del patriarca Sam.
Mentre continuano le indagini, Hart scopre che il vice-sceriffo della contea di Vermillion ai tempi della scomparsa di Marie Fontenot, e che ne aveva ricevuto la denuncia, era Steve Geraci, ex-collega dei due al CID e molto ostile con Cohle: nel 1995 Geraci non aveva detto niente in merito a questo caso (su cui i due avevano chiesto informazioni) e subito dopo era stato promosso a sceriffo di un'altra contea. Cohle e Hart hanno la netta sensazione che l'insabbiamento dell'indagine sulla scomparsa di Marie Fontenot sia stato organizzato dall'ex-sceriffo della contea di Vermillion, Ted Childress: era stato lui a istituire la task-force "anti-cristiana" nel 1995 insieme al reverendo Tuttle, e sempre lui a fermare le indagini "private" di Cohle nel 2002. Hart e Cohle, per scoprirne di più, decidono di rapire Steve Geraci. Intanto i detective Papania e Gilbough si sono persi nel bayou alla ricerca della chiesa bruciata di cui ha parlato Cohle durante il suo interrogatorio e chiedono indicazioni a un giardiniere che sta curando un cimitero. Papania e Gilbough rimangono impressionati dalla sua conoscenza del posto, ma non riescono a notare la sua profonda cicatrice nel viso e se ne vanno. L'uomo sembra deluso dal comportamento dei due e, pensando ad alta voce, dice: "La mia famiglia vive qui da tanto, tanto tempo".
- Guest star: Tim Bell (impiegato della polizia giudiziaria), Dave Davis (Toby), J.D. Evermore (detective Bobby Lutz), Glenn Fleshler (Errol Childress), Michael Harney (Steve Geraci), Jay Huguley (Jimmy Ledoux), Johnny McPhail (Robert Doumain), Kelsey Scott (Fiona Jackson), Carol Sutton (Miss Delores), Madison Wolfe (Audrey Hart da bambina).
- Ascolti USA: telespettatori 2 335 000[12]
- Ascolti Italia (pay): telespettatori 190 360[13]

## Capitolo otto: Carcosa
- Titolo originale: Form and Void
- Diretto da: Cary Joji Fukunaga
- Scritto da: Nic Pizzolatto

### Trama

#### 2012
L'uomo con la cicatrice vive in una grande casa sperduta nel bayou in stato di degrado e abbandono, con lui vive  la sua sorellastra mentalmente instabile con la quale l'uomo ha una relazione. In una baracca vicino all'abitazione, completamente ricoperta di disegni del tutto simili a quello della chiesa bruciata, l'uomo tiene legato a un letto e imbavagliato suo padre morto e in stato di avanzata decomposizione. Con la sorellastra parla della sua futura morte, che sente vicina. Mentre sta pitturando le mura di una scuola osserva i bambini durante la loro ricreazione e sembra aver puntato l'attenzione su uno di loro. Intanto Cohle e Hart stanno interrogando Steve Geraci dopo averlo costretto a guardare il video che ritrae il sacrificio rituale della piccola Marie Fontenot, sulla cui scomparsa Geraci aveva archiviato il caso senza indagare. Geraci rivela che ai tempi in cui era vice-sceriffo il suo capo era Ted Childress e che era stato quest'ultimo a voler insabbiare la faccenda, con la scusa che conosceva bene i parenti della piccola Fontenot.
Cohle e Hart sono nuovamente a un punto cieco, allorquando Hart nota un certo collegamento fra il "mostro con le orecchie verdi" (descritto da una bambina di Erath al tempo dell'omicidio di Dora Lange) e il colore verde, che potrebbe significare il colore di una pittura. Cercando fra le foto scattate da Cohle nel 1995 mentre erano alla ricerca della piccola Marie Fontenot, ne trovano una pitturata proprio di verde nelle vicinanze della casa dove abitava la bambina. Grazie a dei controlli incrociati con i dati del fisco federale e parlando con la proprietaria dell'abitazione, la signora Lilly Hill, Hart e Cohle scoprono che a occuparsi della verniciatura di quella casa era stata chiamata l'impresa "Childress and son", la quale impiegava un operaio che presentava cicatrici sul volto. La comparsa ripetuta del cognome Childress e dell'uomo con le cicatrici fa capire ai due che sono sulla pista giusta. Per Cohle e Hart è il momento di andare direttamente alla fonte, cioè parlare con il signor Childress presso la sua residenza privata: è la stessa casa dove vive l'uomo con le cicatrici, Errol Childress. Prima di partire, però, Hart contatta Papania: gli rivela che insieme a Cohle stanno seguendo una pista che si è rivelata promettente e che lo chiamerà se scoprono qualcosa di interessante.
Arrivati nella villa in mezzo al bayou, Cohle capisce istintivamente che è quella la casa del killer. Errol Childress riesce a fuggire e viene inseguito da Cohle in un vecchio fortino nelle vicinanze della villa (utilizzato secoli addietro come rifugio dai pirati), un labirinto di corridoi e stanze pieno di bambole, vestiti per bambini, rami intrecciati e addirittura ossa umane e cadaveri mummificati (riconducibili alle persone scomparse da anni), che Errol Childress chiama "Carcosa". Intanto Hart entra con la forza dentro la villa mettendo all'angolo la sorellastra di Childress. Dato che non c'è campo per poter chiamare Papania, Hart chiede con la forza alla donna dove si trova il telefono, per poi scoprire che il telefono è disattivo. A Hart non resta che andare in sostegno del suo compagno. Cohle ormai si trova nella stanza principale di Carcosa: una vecchia cisterna dove si trova un'enorme statua costruita con ossa umane e rami: è questo il "re giallo" di cui parlavano molti testimoni. Appena entrato Cohle ha una delle sue visioni: un vortice a spirale simile al simbolo usato dai seguaci della setta e trovato pitturato sul corpo della povera Dora Lange. Improvvisamente viene attaccato da Errol Childress, il quale lo pugnala nel basso ventre e lo alza da terra, ma Cohle riesce a colpire Errol con delle testate, riuscendo a liberarsi. Fortunatamente per lui, in quel momento arriva Hart che spara diversi colpi a Errol Childress: lo ferisce pesantemente ma non riesce a metterlo al tappeto, venendo anzi colpito con un'accetta in pieno petto. Ma mentre Childress sta per finire Hart, Cohle gli spara alla testa da dietro, uccidendolo. I due sono feriti gravemente nella cisterna: per loro fortuna arrivano Papania e Gilbough, che arrestano la sorellastra di Errol Childress e soccorrono Hart e Cohle.
Grazie a un lungo ricovero al "LaFayette General Hospital", Cohle e Hart riescono a guarire dalle gravi ferite ricevute. La polizia ha trovato prove sufficienti per collegare Errol Childress all'omicidio di Dora Lange e a decine di altri omicidi avvenuti negli ultimi venti anni (compreso quello di Rianne Olivier), ma non trovano alcunché che colleghi Childress e il culto da lui venerato con l'importante famiglia Tuttle (il governatore della Louisiana nel 1995 ora è un senatore). Cohle e Hart accettano il fatto che non riusciranno mai a far arrestare tutti i responsabili. In ospedale, Hart riesce a vedere la sua famiglia unita per la prima volta dopo anni e scoppia a piangere. Ferito in modo più leggero di Cohle, Hart viene dimesso prima e in seguito torna a trovare l'amico in ospedale e lo convince a uscire dall'edificio con la sedia a rotelle e a parlare nel parcheggio. Cohle racconta al suo amico che, mentre era in coma, ha sentito chiaramente la presenza di sua figlia e di suo padre e che stava per abbandonarsi definitivamente all'idea di morire, ma questo non è successo. Dopo che Cohle ha parlato di una battaglia che dalla notte dei tempi avviene fra il bene e il male, fra la luce e l'oscurità, Hart nota che guardando il cielo stellato il buio sembra avere il controllo di più territorio. Cohle però non è d'accordo, e risponde: "Una volta c'era solo il buio. Secondo me, la luce sta vincendo". Hart sorride e i due fuggono dall'ospedale insieme: Hart e la sua famiglia hanno trovato un posto dove poter far vivere Cohle in pace.
- Guest star: Ann Dowd (Betty Childress), Glenn Fleshler (Errol Childress), Michael Harney (Steve Geraci), Veronica Hunsinger-Loe (insegnante), Kurt Krause (Chad), Johnny McPhail (Robert Doumain), Terry Moore (Lilly Hill), Erin Moriarty (Audrey Hart da ragazza), David Stifel (Billy Lee Childress), Madison Wolfe (Audrey Hart da bambina), Rachel Wulff (giornalista).
- Ascolti USA: telespettatori 3 521 000[14]
- Ascolti Italia (pay): telespettatori 158 633[13]